# Asteromorpha koehleri
Asteromorpha koehleri is een slangster uit de familie Euryalidae.
De wetenschappelijke naam van de soort werd in 1898 gepubliceerd door Ludwig Döderlein.